# Список анимационных фильмов о Наруто
По мотивам «Наруто» было создано одиннадцать анимационных фильмов. Сюжет первых трёх разворачивается в рамках первой части сериала, а следующие восемь основаны на «Наруто Сиппудэн». Саундтрек к первым трём фильмам был создан Тосио Масудой; начиная с четвёртого — Ясухару Таканаси совместно с Яиба (яп. 刃-yaiba-).

## Наруто

### Грандиозная сцена! Книга ниндзя принцессы страны Снега!!
Наруто: Грандиозная сцена! Книга ниндзя принцессы страны Снега!! (яп. 劇場版 NARUTO -ナルト- 大活劇！雪姫忍法帖だってばよ！！ Гэкидзё:бан Наруто Дай кацугэки! Юки химэ нимпо:тё: да ттэба ё!!, Naruto the Movie: Ninja Clash in the Land of Snow) — первый анимационный фильм по «Наруто», вышедший 21 августа 2004 года. Его режиссёром стал Тэнсай Окамура, а сценарий написал Кацуюки Сумисава.
Дополнительная информация
- Кассовые сборы составляют $11,1 млн.
- Дата выхода на DVD: 28 апреля 2005 года.
- Дата выхода на Blu-ray: 6 ноября 2013 года.

В качестве бонуса к изданию на дисках была выпущена OVA «Наруто: Большой спортивный фестиваль Конохи».
По сюжету, Наруто Удзумаки, Саскэ Утиха и Сакура Харуно вместе с Какаси Хатакэ сопровождают актрису Юкиэ Фудзикадзэ в страну Снега. Прибыв на место, они сталкиваются с сильнейшими синоби (страны Снега, принцессой которой является Юкиэ), которые пытаются любыми способами завладеть ожерельем актрисы. С помощью этого ожерелья неприятели хотят получить доступ к сокровищу страны Снега, однако выясняется, что им является мощный генератор, способный растопить снег. После его запуска страна Снега становится страной Весны.

### Грандиозный конфликт! Призрачные руины в недрах земли
Наруто: Грандиозный конфликт! Призрачные руины в недрах земли (яп. 劇場版 NARUTO -ナルト- 大激突！幻の地底遺跡だってばよ Гэкидзё:бан Наруто Дай гэкитоцу! Мабороси но титэй исэки да ттэба ё, Naruto the Movie: Legend of the Stone of Gelel) — второй анимационный фильм по «Наруто». Премьера состоялась 6 августа 2005 года. Режиссёр фильма — Хироцугу Кавасаки, который также написал сценарий совместно с Юкой Миятой.
Дополнительная информация
- Кассовые сборы составляют $10,2 млн.
- Дата выхода на DVD: 28 апреля 2006 года.
- Дата выхода на Blu-ray: 2 октября 2013 года.

В нём Наруто, Сакура и их товарищ Сикамару Нара выполняют очередную миссию и оказываются вовлечены в военный конфликт с Деревней, Скрытой в Песках. Наруто узнаёт о таинственных камнях, в которых заключена огромная сила. Воин по имени Тэмудзин разыскивает эти камни, чтобы помочь своему повелителю Хайдо создать с их помощью идеальный мир. Выясняется, что Хайдо намерен использовать камни в своих целях, пожертвовав для этого друзьями.

### Грандиозный переполох! Бунт зверей на острове Месяца
Наруто: Грандиозный переполох! Бунт зверей на острове Месяца (яп. 劇場版 NARUTO -ナルト- 大興奮！みかづき島のアニマル騒動だってばよ Дай ко:фун! Микадзуки дзима но анимару паникку да ттэба ё, Naruto the Movie: Guardians of the Crescent Moon Kingdom) — третий анимационный фильм по «Наруто». Премьера состоялась 5 августа 2006 года. Режиссёр и сценарист фильма — Тосиюки Цуру.
Дополнительная информация
- Кассовые сборы составляют $3,2 млн.
- Дата выхода на DVD: 25 апреля 2007 года.
- Дата выхода на Blu-ray: 4 сентября 2013 года.

Команде № 7 и Року Ли поручают охрану принца Лунной страны по имени Митиру и его сына Хикару, шалунишке, которого никто в его шалостях не упрекает. Один из министров Лунной страны поднимает восстание, намереваясь устроить государственный переворот, однако Наруто и его друзья мешают ему осуществить свои планы, возвращая власть законному наследнику. Поначалу Наруто приходится нелегко, и они с непослушным Хикару никак не хотят дружить, но Наруто учит его, что друзья помогут в любой ситуации и будут рядом всегда.

## Период «Ураганных хроник»

### Фильм первый
Фильм «Наруто: Ураганные хроники» (яп. 劇場版 NARUTO -ナルト- 疾風伝 Гэкидзё:бан Наруто Сиппу:дэн, англ. «Naruto Shippuden the Movie») — четвёртый анимационный фильм по «Наруто» и первый, сделанный по мотивам «Наруто Сиппудэн». Премьера состоялась 4 августа 2007 года. Режиссёр фильма — Хадзимэ Камэгаки, сценарий написал Дзюнки Такэгами.
Дополнительная информация
- Кассовые сборы составляют $10 млн.
- Дата выхода на DVD: 23 апреля 2008 года.
- Дата выхода на Blu-ray: 1 мая 2013 года.

По сюжету, ниндзя-отступники пробуждают древнего демона Морё, который поднимает армию терракотовых воинов и приступает к завоеванию мира. Остановить его может только верховная жрица Сион, которую охраняют Наруто и его друзья. Сион предвидит смерть Наруто и вмешивается в его схватку с демоном, чтобы изменить будущее. Она намеревается убить Морё ценой собственной жизни, но Наруто спасает её и уничтожает демона.

### Узы
Наруто Сиппудэн: Узы (яп. 劇場版 NARUTO -ナルト- 疾風伝 絆 Гэкидзё:бан Наруто Сиппу:дэн Кидзуна, англ. «Naruto Shippuden the Movie: Kizuna», Naruto Shippuden the Movie: Bonds) — пятый анимационный фильм по «Наруто» и второй из серии «Наруто Сиппудэн». Премьера состоялась 2 августа 2008 года. Режиссёр фильма — Хадзимэ Камэгаки, сценарий написал Дзюнки Такэгами.
Дополнительная информация
- Кассовые сборы составляют $10,6 млн.
- Дата выхода на DVD: 22 апреля 2009 года.
- Дата выхода на Blu-ray: 5 июня 2013 года.

На Коноху нападают неизвестные ниндзя, и все в деревне становятся на её защиту. Во время боя Наруто помогает старику Синно, который представляется врачом, и знакомится с его ученицей Амару. Злонамеренный Синно использует силу Бесхвостого зверя, собираясь разрушить все деревни ниндзя, но терпит поражение в бою с Наруто и пришедшим ему на помощь Саскэ Утихой.

### Наследники Воли Огня
Наруто Сиппудэн: Наследники Воли Огня (яп. 劇場版 NARUTO -ナルト- 疾風伝 火の意志を継ぐ者 Гэкидзё:бан Наруто Сиппу:дэн Хи но иси во цугу моно, англ. «Naruto Shippuden the Movie: Hi no Ishi wo Tsugu Mono», Naruto Shippuden the Movie: The Will of Fire) — шестой анимационный фильм по «Наруто» и третий из серии «Наруто Сиппудэн». Премьера состоялась 1 августа 2009 года. Режиссёр фильма — Масахико Мурата, сценарий написал Дзюнки Такэгами.
Дополнительная информация
- Кассовые сборы составляют $8,1 млн.
- Дата выхода на DVD: 21 апреля 2010 года.
- Дата выхода на Blu-ray: 3 июля 2013 года.

Действие фильма основано на начале Четвёртой великой войны между странами ниндзя, когда начинают пропадать обладающие уникальными способностями синоби. Сюжет повествует о происках Хируко — друга трёх легендарных Саннинов. Хируко не был столь одарённым, как Дзирайя, Цунадэ или Оротимару, и страдал из-за этого. Выходом стало похищение геномов других ниндзя с целью стать сильнее. Хируко путешествовал по странам и воровал кэккэй гэнкай. Последней его целью должен был стать Какаси Хатакэ, обладающий сяринганом. Так как ещё давно он наложил на того печать, которая позволяла ему контролировать Хатакэ, он с легкостью привёл его к своему убежищу. Однако Наруто, Сакура, Сай, Нэдзи, Ли, Тэн-Тэн, Хината, Сино, Киба, Тёдзи, Сикамару и Ино хотят помешать Хируко, и отправляются вслед за Какаси, хотя Хируко и отправляет им на встречу своих подчинённых — Ити, Ни и Сана, но Наруто убивает Хируко Расэнсюрикэном.

### Затерянная башня
Наруто Сиппудэн: Затерянная башня (яп. 劇場版 NARUTO -ナルト- 疾風伝 ザ・ロストタワー Гэкидзё:бан Наруто Сиппу:дэн Дза росуто тава:, англ. «Naruto Shippuden the Movie: The Lost Tower») — седьмой анимационный фильм по «Наруто» и четвёртый из серии «Наруто Сиппудэн». Премьера состоялась 31 июля 2010 года. Режиссёр фильма — Масахико Мурата, сценарий написал Дзюнки Такэгами.
Дополнительная информация
- Кассовые сборы составляют $8,5 млн.
- Дата выхода на DVD: 27 апреля 2011 года.
- Дата выхода на Blu-ray: 24 апреля 2013 года.

В качестве бонуса к изданию на дисках была выпущена OVA «Наруто: Джинн и три желания!!».
Некий злодей Мукадэ «случайно» открывает временной портал в заброшенных руинах Роуран вблизи Деревни, Скрытой в Песках. Наруто попадает в то время, когда был жив его отец — Минато Намикадзэ. Вместе со своим отцом Наруто должен противостоять злу, которое грозит Конохе и всем странам синоби. Враг сумел попасть в прошлое на 6 лет раньше и возвёл над Роураном грандиозный город башен, который во времени Наруто и стал руинами. Сила, протекающая под землёй в этой местности, питает через башни кукольную армию злодея. Вместе с принцессой и жителями города Наруто раскрывает замысел Мукадэ и уничтожает его, а его проводящий чакру нож становится семейной реликвией правителей Роурана.

### Кровавая тюрьма
Наруто: Кровавая тюрьма (яп. 劇場版 NARUTO -ナルト- ブラッド・プリズン Гэкидзё:бан Наруто Бураддо пуридзун, англ. «Naruto the Movie: Blood Prison») — восьмой анимационный фильм по «Наруто» и пятый из серии «Наруто Сиппудэн». Премьера состоялась 30 июля 2011 года. Режиссёр фильма — Масахико Мурата, сценарий написал Акира Хигасияма.
В России фильм не был показан в широком кинопрокате, но стал доступен 12 августа 2015 года. Зрители, ходившие на премьеру «Последнего фильма» 4 или 5 июня, получили код на загрузку лицензионных цифровых копий «Наруто: Кровавая тюрьма» и «Наруто: Путь ниндзя», дубляж к которым был сделан студией Reanimedia.
Дополнительная информация
- Кассовые сборы составляют $9,1 млн.
- Дата выхода на DVD: 25 апреля 2012 года.
- Дата выхода на Blu-ray: 7 августа 2013 года.
- Релиз на Blu-ray в России: 1-й квартал 2016 года[8].

В качестве бонуса к изданию на дисках была выпущена OVA «Пламенный экзамен на тюнина! Наруто против Конохамару!!».
По сюжету, Наруто сажают в тюрьму под названием «Кровавая тюрьма» за покушение на Райкагэ и убийство нескольких синоби. Хозяин замка, Муи, использует дзюцу лишения свободы, чтобы украсть силу у заключённых. В тюрьме Наруто узнаёт историю о ящике, способном исполнить любое желание. Главный герой пытается доказать свою невиновность и раскрыть все тайны «Кровавой тюрьмы». Позже выясняется, что Муи подставил Наруто, чтобы использовать его чакру для открытия ящика и воскресить своего погибшего сына Муку. В конце фильма ему на помощь приходят верные друзья и сражаются вместе с ним в финальной битве против демона Сатори, являющегося истинным порождением ящика.

### Путь ниндзя
Наруто: Путь ниндзя (яп. ロード・トゥ・ニンジャ ナルト・ザ・ムービー Ро:до ту Ниндзя Наруто дза му:би:, англ. «Road to Ninja: Naruto the Movie») — девятый анимационный фильм по «Наруто» и шестой из серии «Наруто Сиппудэн». Премьера состоялась 28 июля 2012 года. Режиссёр фильма — Хаято Датэ, сценарий написала Юка Мията. Масаси Кисимото, создатель манги «Наруто», лично придумал историю (сюжетную концепцию) и дизайн персонажей для этого фильма, который отмечает 10-летие франшизы аниме «Наруто».
В России фильм не был показан в широком кинопрокате, но стал доступен 12 августа 2015 года. Зрители, ходившие на премьеру «Последнего фильма» 4 или 5 июня, получили код на загрузку лицензионных цифровых копий «Наруто: Кровавая тюрьма» и «Наруто: Путь ниндзя», дубляж к которым был сделан студией Reanimedia.
Дополнительная информация
- Кассовые сборы составляют: $17,9 млн.
- Дата выхода на DVD и Blu-ray: 24 апреля 2013 года.
- Релиз на Blu-ray в России: 1-й квартал 2016 года[8].

Неожиданно на Коноху нападают Пэйн, Конан, Итати Утиха, Кисамэ Хосигаки, Сасори, Дэйдара, Какудзу и Хидан. С трудом, но Наруто удаётся контратаковать. Остается вопрос, почему бывшие члены организации «Акацуки» живы. В Коноху также проникает Тоби (Обито). И Наруто, и Сакура становятся жертвами его додзюцу «Ограниченное Цукуёми», после чего жители Конохи полностью отличаются от тех, какими они были прежде. Выясняется, что добродушный Саскэ живёт в Конохе, родители Наруто живы, а родители Сакуры, наоборот, мертвы. Кроме того, отец Сакуры был Четвёртым Хокагэ.

## Проект начала новой эпохи

### Последний
Наруто: Последний (яп. ザ・ラスト ナルト・ザ・ムービー Дза расуто Наруто дза му:би:, англ. «The Last: Naruto the Movie») — десятый анимационный фильм по «Наруто», снятый в честь 15-летия франшизы. Также это вступление в «Проект начала новой эпохи» (яп. 新時代開幕プロジェクト Синдзидай каймаку пуродзэкуто, Start of a New Era Project), и первый фильм, который стал официальной частью сюжетной линии канона «Наруто», являющийся промежуточным звеном между 699 и 700 главами оригинальной манги. Японская премьера фильма состоялась 6 декабря 2014 года. В российском прокате вышел 4 июня 2015 года под названием «Наруто: Последний фильм», дубляж к которому был сделан студией Reanimedia. История (сюжетная концепция), дизайн персонажей, а также полный редакционный контроль — Масаси Кисимото.
Дополнительная информация
- Кассовые сборы составляют $19,84 млн[11].
- Дата выхода на DVD и Blu-ray: 22 июля 2015 года.
- Релиз на DVD и Blu-ray в России: 4-й квартал 2015 года[12].

По сюжету, в мире синоби прошло два года после событий Четвёртой великой войны ниндзя и становления Какаси Хатакэ Шестым Хокагэ. За это время многое изменилось. Наруто и его друзья выросли и кардинально поменяли свой образ. Саскэ же продолжает своё странствие в поисках истины для самого себя. Деревни живут в мире и покое. Казалось бы, наконец наступила долгожданная эпоха без войн и страданий. Но судьба решает вновь испытать синоби. Тонэри Оцуцуки, последний потомок легендарного клана Оцуцуки, продолжает следовать кредо своих предков, а именно, наказать человечество за использование чакры. Для этого он собирается обрушить Луну на Землю. Также он похищает младшую сестру Хинаты Хюга — Ханаби и пересаживает её бякуган себе, дабы пробудить тэнсэйган — додзюцу, по легендам равное по силе риннэгану. Сможет ли Наруто остановить этого могущественного противника и спасти мир синоби от уничтожения — ещё раз?

### Боруто
Наруто: Боруто (яп. ボルト ナルト・ザ・ムービー Боруто Наруто дза му:би:, англ. «Boruto: Naruto the Movie») — одиннадцатый анимационный фильм по «Наруто», основанный на одноимённой манге Масаси Кисимото и часть крупного Проекта начала новой эпохи, приуроченного к 15-летию серии. Премьера фильма состоялась 7 августа 2015 года. Это режиссёрский дебют Хироюки Ямаситы. В качестве сценариста и дизайнера персонажей выступил Масаси Кисимото. За сценарий также отвечает Укё Кодати, который является сценаристом новой манги Boruto: Naruto Next Generations.
Дополнительная информация
- Кассовые сборы составляют: $40,2 млн[14].
- Дата выхода на DVD и Blu-ray: 6 июля 2016 года.

В качестве бонуса к изданию на дисках была выпущена OVA «День, когда Наруто стал Хокагэ».
Много лет прошло после событий основной серии. Наруто Удзумаки — Седьмой Хокагэ Деревни, Скрытой в Листве. Он женат на Хинате Хюга и у них двое детей, Боруто и Химавари Удзумаки. Боруто состоит в команде под руководством Конохомару Сарутоби, как и его товарищи — Сарада Утиха (дочь Саскэ и Сакуры Харуно) и таинственный мальчик по имени Мицуки. Сарада часто любит заявлять, что она станет Хокагэ. Боруто же упрекает своего отца, что он не замечает его и мало времени проводит со своей семьёй. Совмещать работу и быть хорошим семьянином Наруто даётся не просто. Тем временем Саскэ возвращается в Коноху и навещает товарища по соперничеству. К нему привязывается Боруто с просьбой, чтобы тот взял его в ученики. Расэнган — техника, которая в прошлом принесла немало хлопот Саскэ — стала условием, чтобы начать обучение Боруто. Но у него не получается полностью освоить её и он решает пойти на ухищрение. Упрощённый вид использования техник, при котором не нужно расходовать чакру — вот чем собирается воспользоваться Боруто. Близится экзамен на звание тюнина. Это подходящее событие, где можно проявить себя и привлечь внимание, ведь за всем этим будет наблюдать его отец, как один из представителей Кагэ. Но тёмная сторона не дремлет. Надвигается новая угроза в виде двух представителей Оцуцуки — Кинсики и его господина Момосики, которые собирают чакру Хвостатых по всему миру. Восьмихвостый и его дзинтюрики, Киллер Би, уже пали в бою. Следующая цель — Наруто Удзумаки. Что противопоставят наши герои? Передалась ли Воля Огня новому поколению? История Боруто только начинается!

## Прочее

### Хронология
Ниже представлена таблица, которая отображает в какой момент показа серий аниме «Наруто» и «Наруто Сиппудэн» выходили анимационные фильмы по этим сериалам.
| Фильм (по счёту) | После какой серии вышел                | Примечание |
| ---------------- | -------------------------------------- | --- |
| 1-й              | после 097 серии «Наруто»               | — |
| 2-й              | после 145 серии «Наруто»               | — |
| 3-й              | после 195 серии «Наруто»               | — |
| 4-й              | после 022—023 серий «Ураганных хроник» | — |
| 5-й              | после 068—069 серий «Ураганных хроник» | — |
| 6-й              | после 119—120 серий «Ураганных хроник» | «Какаси Гайдэн ~Жизнь мальчика на поле боя!~» |
| 7-й              | после 170—171 серий «Ураганных хроник» | «Большое приключение! В поисках наследства Четвёртого Хокагэ!» (филлер)                                                                                              |
| 8-й              | после 221—222 серий «Ураганных хроник» | — |
| 9-й              | после 271 серии «Ураганных хроник»     | «В честь выпуска фильма! Путь Сакуры» (филлер); 311 серия «Путь ниндзя: Пролог» (спецвыпуск); 427—428 серии «Путь Тэн-Тэн ~В мире снов~» (филлер)                    |
| 10-й             | после 389—390 серий «Ураганных хроник» | «Сёстры Хюга ~Неизменная судьба~» (филлер); фильм рекомендуется смотреть после 479 серии «Ураганных хроник».                                                         |
| 11-й             | после 422—423 серий «Ураганных хроник» | «Соперник Наруто ~Те, кто унаследуют~» (филлер); фильм рекомендуется смотреть после заключительной главы манги «Наруто» и дополнительного танкобона «Наруто Гайдэн». |

## Полнометражный фильм
В феврале 2024  стало известно что студия Lionsgate запускает производство фильм по мотивам аниме- манга Наруто, Режиссёром выступит Дестин Даниэль Креттон снявший (Шан-Чи и легенда десяти колец).